# تيم وولف
تيم وولف هو لاعب هوكي الجليد سويسري، ولد في 25 يناير 1992 في زيورخ في سويسرا.

## وصلات خارجية
- تيم وولف على موقع EliteProspects.com (الإنجليزية)
- تيم وولف على موقع HockeyDB.com (الإنجليزية)